# Салерано-суль-Ламбро
Салерано-суль-Ламбро (итал. Salerano sul Lambro) — коммуна в Италии, располагается в регионе Ломбардия, подчиняется административному центру Лоди.
Население составляет 2212 человек, плотность населения составляет 553 чел./км². Занимает площадь 4 км². Почтовый индекс — 26857. Телефонный код — 0371.
В коммуне 2 февраля особо празднуется Сретение Господне (Madonna della Candelora).